# 노부스

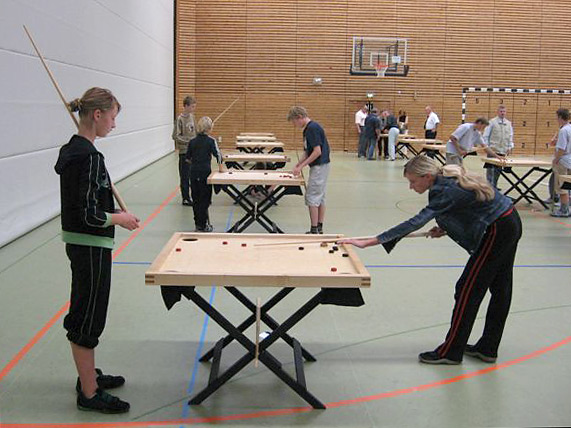
2006년 발트해 어린이 올림픽 노부스 선수들

노부스(Novuss)는 까롬 및 포켓볼과 밀접하게 관련된 2인(또는 4인 복식)의 기술 게임이다. 노부스는 에스토니아와 라트비아에서 유래했으며, 그곳에서는 국기이다. 보드는 약 100 센티미터 (39 in) 정사각형이며 일반적으로 나무로 만들어졌고 각 모서리에 포켓이 있으며 표면에 선이 표시되어 있다. 보드는 일반적으로 스탠드에 놓이지만, 포켓이 제대로 아래로 드리워질 수 있는 배럴 또는 다른 표면에 놓을 수도 있다. 공 대신 작은 원반을 사용하며, 각 플레이어는 다른 당구에서 사용되는 수구 대신 작은 퍽을 사용한다. 플레이어는 작은 큐대를 사용하여 퍽을 자신의 색깔이 있는 목적 원반(노부스에서 목적구에 해당)으로 밀어 넣어 포켓에 넣는다. 승자는 8개의 목적 원반(총 16개이며 두 가지 다른 색상 세트와 두 개의 퍽이 있음)을 모두 먼저 넣은 플레이어이다.
이 게임은 때때로 비공식적으로 "발트해 당구" 또는 "스칸디나비아 당구"라고 불리지만, 후자는 라트비아와 에스토니아 모두 스칸디나비아에 속하지 않기 때문에 잘못된 명칭이다. 반면에 스웨덴과 덴마크에서는 각각 '쿠론'과 '밥'이라는 이름으로 유사한 게임이 플레이된다. 그러나 노부스와 달리 쿠론/밥의 목적 원반은 까롬처럼 보드 중앙에 원형으로 배열되며, 각 플레이어에게는 8개가 아닌 15개의 원반이 주어진다.

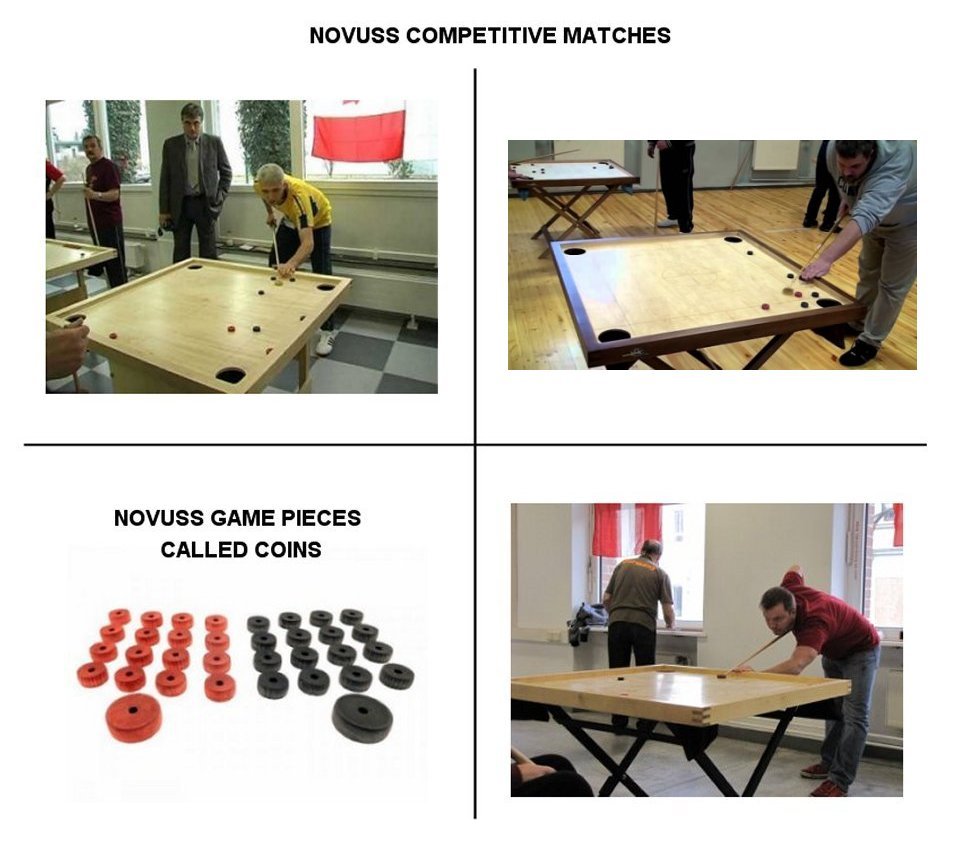
노부스 게임 및 코인

노부스와 유사한 게임이 필리핀에서도 플레이된다. 그러나 이 게임의 테이블은 회전 가능하다.

## 역사

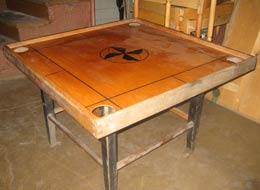
라트비아 노부스 연맹의 80년 된 노부스 보드

라트비아 노부스 연맹 회장 야니스-에릭스 피에발그스에 따르면, 이 게임은 1925년에서 1927년경 북유럽, 특히 라트비아와 에스토니아에서 처음 플레이되었다. "코로나 오페투스"(1930)에 따르면 노부스는 선원들에 의해 북유럽에서 발트해 국가들로 전해졌다. 언급된 국가 중에는 독일과 스웨덴이 있다.
이 게임은 선상 게임으로 당구에서 발전한 것으로 보인다. 보드의 작은 크기와 물 위의 배가 흔들릴 때 원반이 비교적 정지해 있는 특성 때문에 선상 게임으로 실용적이었다. 러시아어 등 일부 언어에서는 "바다 당구"에 해당한다고 불리기도 한다.
라트비아 선원들은 잉글랜드 항구를 방문하는 동안 현지 술집에서 비슷한 게임을 즐겼다. 최초의 테이블은 잉글랜드에서 가져온 설계도를 바탕으로 만들어졌다. 처음에는 벤츠필스, 리에파야, 탈린과 같은 항구 도시에서 노부스가 플레이되었다. 일부 국가에서는 노부스가 에스토니아어 이름인 코로나 (고어로는 '왕관', 현대어로는 크룬) 또는 현지 변형으로도 알려져 있다. 책에 인쇄된 게임 규칙의 가장 오래된 기록은 1930년으로 거슬러 올라간다("코로나 오페투스"라는 에스토니아어 책). 그 전에는 규칙이 에스토니아 잡지와 신문에 인쇄되었다. 에스토니아에서는 최초의 노부스 클럽이 1927년에 결성되었다. 최초의 대회는 1930년 이전에 개최되었고("코로나 오페투스"에 언급됨) 공식 규칙이 필요했다. 라트비아에서는 이 게임이 에스토니아보다 더 빠르게 퍼져 곧 국기로 부상했다. 최초의 프로 대회는 1932년에 열렸으며, 알베르트 라민쉬가 1위를 차지했다. 핀란드에서는 가구 공장 Oy Huonekalutehdas ja Sorvimo가 1926년 항구 도시 투르쿠에서 코로나라는 이름으로 이 게임을 소개했다.

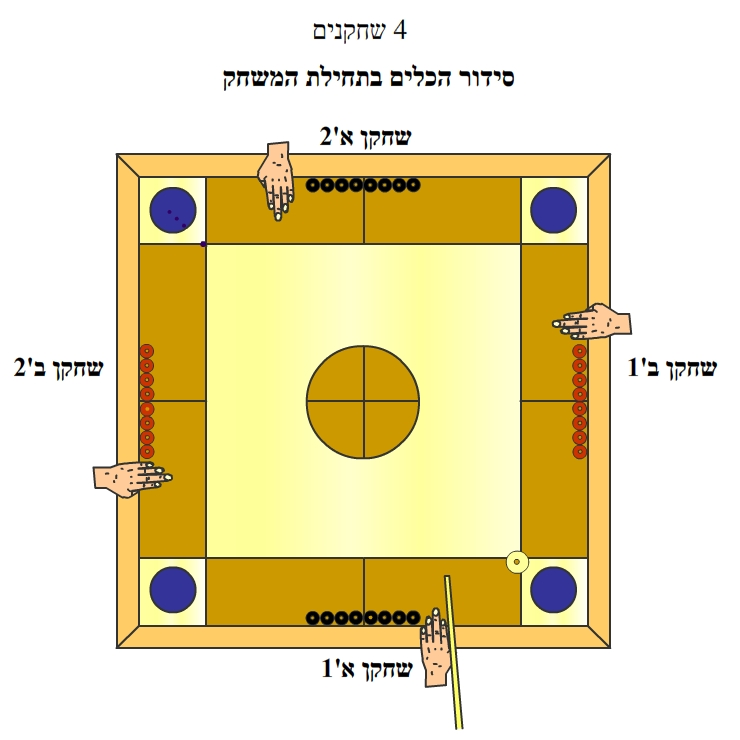
4인용 노부스 게임 세팅

라트비아 노부스 연맹은 1963년 12월 6일에 설립되었다. 전국 선수권 대회는 1964년부터 단식 부문에서, 1966년부터 단체 부문에서 개최되었다. 남자, 여자, 주니어(15세 이하) 부문이 개설되었다.
1980년, 노부스 커뮤니티는 약 55,000명의 회원을 보유했다. 그 사이 지구, 도시, 국가 및 세계 선수권 대회가 정기적으로 조직된다. 노부스는 라트비아에서 가장 인기 있는 세 가지 스포츠 중 하나가 되었다.

## 대회
이 게임은 미국, 캐나다, 이스라엘, 조지아, 우크라이나, 호주, 잉글랜드, 러시아, 핀란드, 독일에서 더욱 확고히 자리 잡고 있다.
국제 노부스 선수권 대회는 1993년부터 매년 개최되었으며, 특히 라트비아와 에스토니아와 같이 노부스 인구가 많은 국가의 팀들이 참가한다.

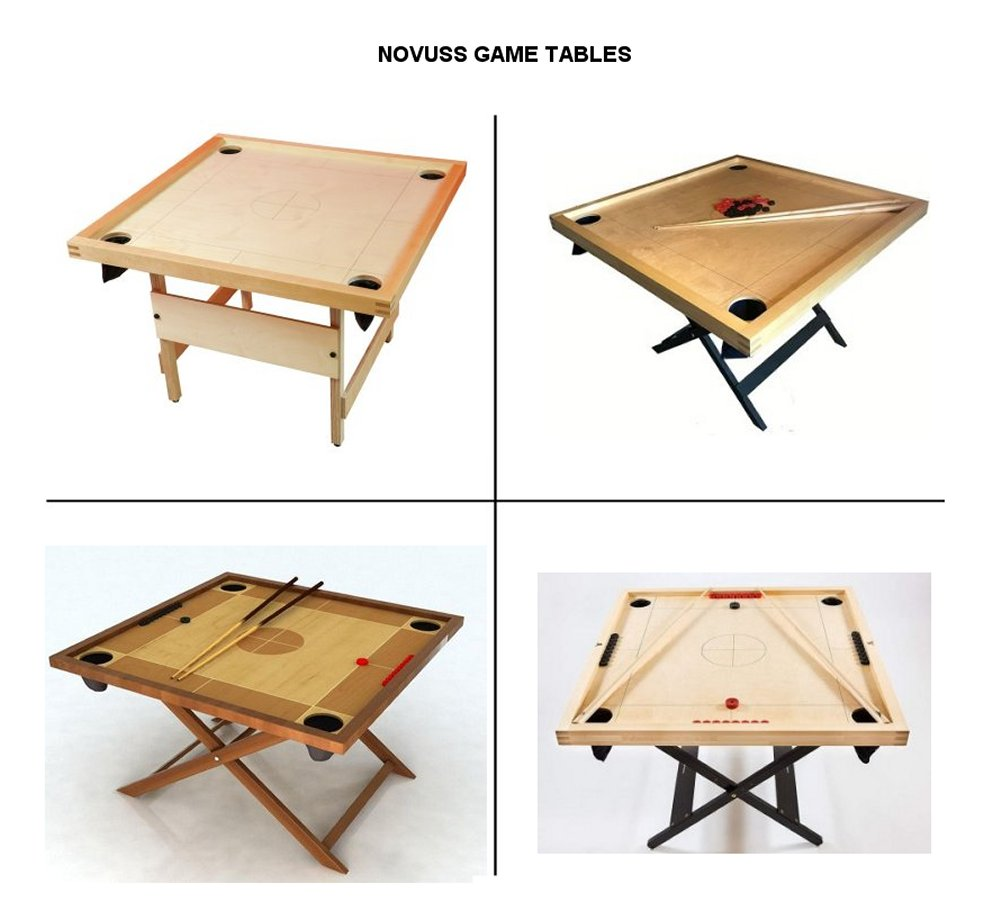

노부스는 2006년 9월 30일 제1회 발트해 어린이 올림픽의 종목에 포함되었다.

### 월드컵
국제 노부스 스포츠 단체 연맹 (FINSO)은 국제 대회를 주최한다.

## 같이 보기
- 까롬
- 크로키놀
- 피슈넛
- 피슈넛
- 차파예프 (게임)
- 골프 빌리어즈